# Ouavoussé (Méguet)
Pour les articles homonymes, voir Ouavoussé.
Ouavoussé est une commune rurale située dans le département de Méguet de la province du Ganzourgou dans la région du Plateau-Central au Burkina Faso.

## Géographie
Ouavoussé est situé à environ 9 km au sud-ouest de Méguet, le chef-lieu du département, sur la route menant à Zam situé à 8 km.

## Santé et éducation
Le centre de soins le plus proche de Ouavoussé est le centre de santé et de promotion sociale (CSPS) de Méguet tandis que le centre médical avec antenne chirurgicale (CMA) se trouve à Zorgho.